# Irma Palacios
Irma Palacios (Iguala, Guerrero, 14 de junio de 1943) es una artista y pintora abstracta mexicana. Su obra se ha exhibido en diversos museos y espacios culturales internacionales formando parte de diversas colecciones públicas y privadas. Ha sido galardonada con la beca Simon Guggenheim y la beca del Sistema Nacional de Creadores de Arte, además de haber recibido el premio de la primera emisión de la Bienal de Pintura Rufino Tamayo.

## Trayectoria
Irma Palacios paso su infancia entre distintos lugares de México, en estados como Coahuila, Oaxaca y Puebla. Su familia se trasladaba constantemente debido al trabajo de su padre, quien era inspector de educación. En algún momento se reinstalaron en Iguala, fue ahí en donde Irma empezó a interesarse por el dibujo y la pintura. Con tan sólo quince años se trasladó a la Ciudad de México e inició a trabajar desde temprana edad combinando su trabajo administrativo y las clases de pintura bajo la mentoría de Alfredo Guati Rojo. Más adelante tuvo la oportunidad de asistir a un taller libre en la Escuela Nacional de Pintura, Escultura y Grabado La Esmeralda del Instituto Nacional de Bellas Artes. En 1973 ingresó como alumna regular en la Escuela Nacional de Artes Plásticas, por las mañanas trabajaba y en las tardes asistía a la escuela donde conoció a Ilse Gradwohl, Gilda Castillo y Victoria Compañ. Durante su periodo de estudiante investigó sobre materiales pictóricos, trabajó en sus técnicas de pintura basándose en las formas y texturas de la naturaleza lo que la llevó a incursionar en el arte abstracto.
En 1977, aún como estudiante exhibió sus primeras obras colectivamente. Para 1978 un año antes de terminar sus estudios ganó dos premios y una mención en el Concurso Nacional para Estudiantes de Artes Plásticas. Presentó su primera exposición individual en 1980, en La Casa del Lago de la Ciudad de México. En 1982 es ganadora de la primera edición de la Bienal de Pintura de Rufino Tamayo en la ciudad de Oaxaca; tres años después el Premio de Adquisición de Pintura en el Salón Nacional de Artes Plásticas del Palacio de Bellas Artes y en 1986 le es otorgada la beca John Simon Guggenheim de Nueva York.

## Estilo
En su trabajo destacan su fuerza y sensibilidad hacia la luz, el color, la materia denota una fuerte relación con la naturaleza así como la experimentación con materiales no tradicionales.

## Exposiciones

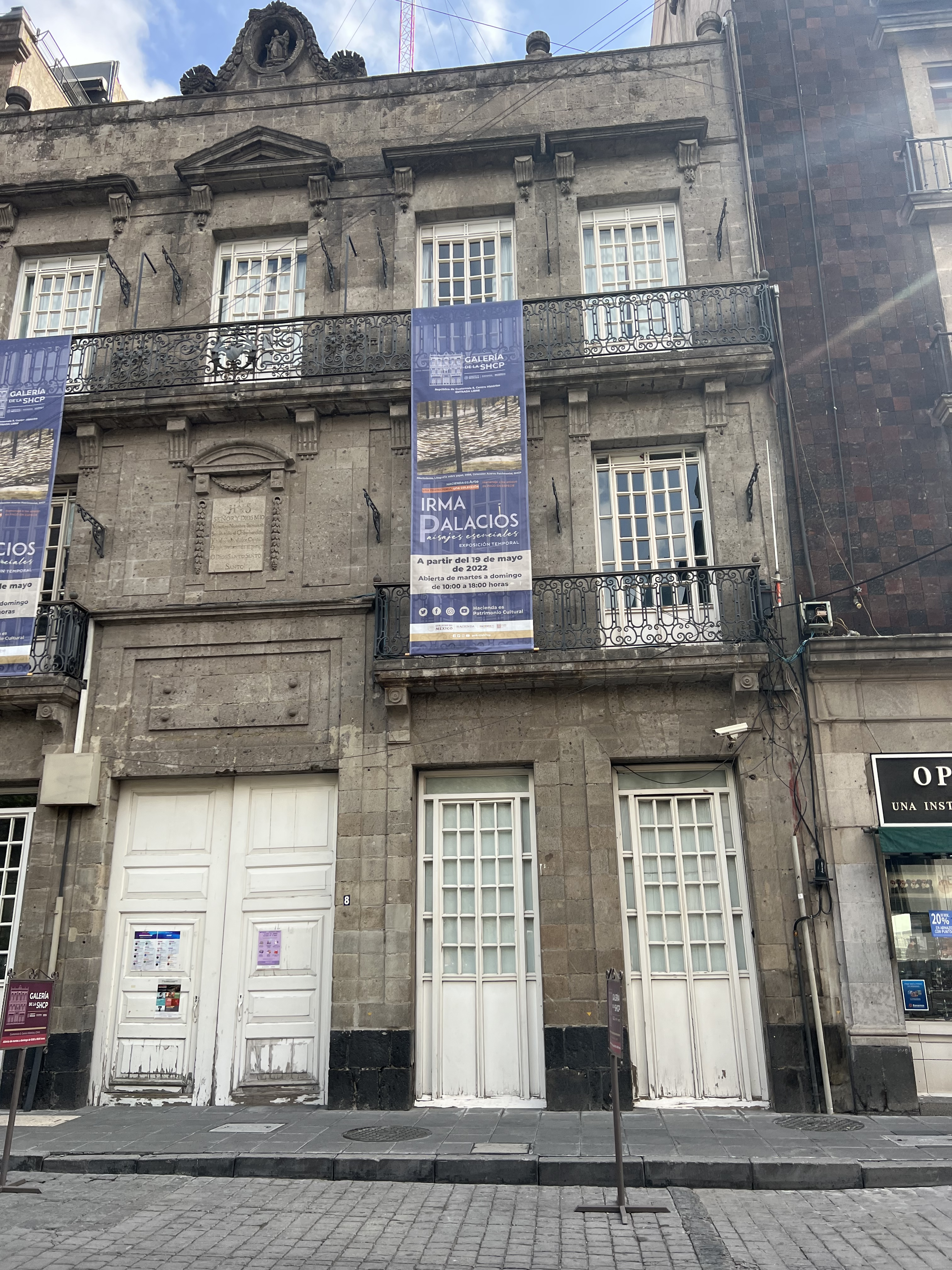
Exposición de Irma Palacios en la Galería de la SHCP, Ciudad de México, 2022.

Ha presentado exposiciones individuales en diversos museos y espacios culturales internacionales.
- Casa del Lago. Bosque de Chapultepec. México, D.F. 1980
- Fundación Joan Miró. Barcelona, España. 1980
- Sala de Cultura de Caja de Ahorros de Navarra Burlada. Navarra, España. 1980
- La creación femenina en México, 35 Mujeres. Kunstlerhays Bethanien, Berlín, Alemania. Yugoslavia, Polonia, Dinamarca, Suecia, Bélgica, Bulgaria e Italia.
- Second International Exhibition of Prints and Drawings. Georgia, Estados Unidos. 1983
- Los signos del silencio. Exposición itinerante por 10 estados de la República. 1984
- Primera Bienal de La Habana 84. La Habana, Cuba. 1984
- Contemporary Mexican Artists. Novotel. Londres, Reino Unido. 1985
- XIX Festival Internacional de Pintura. Cagnes Sur-Mer, Francia. 1987
- Reencuentro de afinidades. Galería Museo Mission Cultural Center. San Francisco, Estados Unidos. 1990
- Women in Mexican Art. Iturralde Gallery. Los Ángeles, Estados Unidos. 1991
- México Hoy. Casa de América. Madrid, España. 1992
- Espejismo mineral. Museo de Arte Moderno. Ciudad de México. 1993
- Espejismo mineral. Museo de Bellas Artes. Santiago de Chile. 1994
- Naturalezas. Museo de Arte Contemporáneo. Oaxaca. 1994
- Vuelo de semillas. Chac Mool Gallery. Los Ángeles, Estados Unidos. 1996
- América Latina 96. Museo Nacional de Bellas Artes. Buenos Aires, Argentina. 1996
- Superficies pintadas, espacios imaginarios. Consulado General de México. Nueva York, Estados Unidos. 1998
- Tierra abierta. Galería Libertad en Querétaro; Museo de Bellas Artes de Aguascalientes; Instituto Cultural Cabañas; Museo de Arte Abstracto Manuel Felguérez y  Museo de Arte Contemporáneo de Yucatán. 2000 a 2001.
- El poder de la humanidad. Grupo de los Dieciséis. SRE. Conaculta. Aeroméxico. Nueva York, Chicago, Washington, Miami, San Antonio, EUA. 2000
- Sobre papel. Casa de la Primera Imprenta en América. Universidad Autónoma Metropolitana. Ciudad de México. 2003
- Gravura Contemporáneo Do México. Gravura Brasileira. São Paulo, Brasil. 2007
- Beijing International Art Biennal China. Pekín, China. 2008
- Paisajes esenciales. Galería de la SHCP. Ciudad de México. 2022

## Reconocimientos
- Primera mención en gráfica. Concurso Nacional para Estudiantes de Artes Plásticas. Aguascalientes. 1979
- Primer lugar. Primera Bienal Rufino Tamayo. Oaxaca. 1982
- Adquisición de Pintura en el Salón Nacional de Artes Plásticas. Palacio Nacional de Bellas Artes. 1985
- Beca John Simon Guggenheim Memorial Foundation. Nueva York. 1987
- Segundo premio. Salón Internacional de Estandartes. Baja California. 1997
- En 2022 recibió la Medalla de oro Bellas Artes 2022, otorgada por el Gobierno de México y el Instituto Nacional de Bellas Artes y Literatura (INBAL).[7]